# Erdőhorváti
Erdőhorváti ist eine ungarische Gemeinde im Kreis Sárospatak im Komitat Borsod-Abaúj-Zemplén. Von den Bewohnern gehören ungefähr siebzehn Prozent zur Volksgruppe der Roma und sieben Prozent zur Volksgruppe der Russinen.

## Geografische Lage
Erdőhorváti liegt in Nordungarn, 53 Kilometer nordöstlich des Komitatssitzes Miskolc und 10 Kilometer westlich der Kreisstadt Sárospatak an den Flüssen Nagy-Egres-patak und Tolcsva-patak. Nachbargemeinden sind Háromhuta, Komlóska, Tolcsva. Erdőbénye und Baskó.

## Geschichte
Im 14. Jahrhundert wurde im Ort ein Paulinerkloster errichtet, dessen Reste noch im 19. Jahrhundert sichtbar waren. Zsuzsanna Lorántffy erwarb den Ort 1647 und er wurde den Ländereien von György Rákóczi angegliedert. Ab dem 19. Jahrhundert zählten der Weinbau und der Waldbau zu den wichtigen Einnahmequellen für die Bewohner. Eine traditionelle Besonderheit ist die Herstellung von Brezeln, den sogenannten erdőhorváti perec, die sich bis ins letzte Jahrzehnt des 19. Jahrhunderts zurückverfolgen lässt. Im 20. Jahrhundert wurde Erdőhorváti ein wichtiges Zentrum der Brezelherstellung. Diese Brezeln wurden auf Märkten, in Lebensmittelgeschäften, in der Eisenbahn und auf Jahrmärkten im Gebiet von Miskolc bis Sátoraljaújhely verkauft. Im Jahr 1913 gab es in der damaligen Kleingemeinde 292 Häuser und 1304 Einwohner auf einer Fläche von 8708 Katastraljochen. Sie gehörte zu dieser Zeit zum Bezirk Tokaj im Komitat Zemplén. 1923 verwüstete eine Überschwemmung die tiefer gelegenen Teile des Ortes.

## Sehenswürdigkeiten
- Griechisch-katholische Kirche Istenszülő öltönyének elhelyezése, erbaut in den 1970er Jahren
- Reformierte Kirche, erbaut 1910–1911
- Römisch-katholische Kirche Szent Kereszt, erbaut 1787 an Stelle der alten Kirche aus Holz

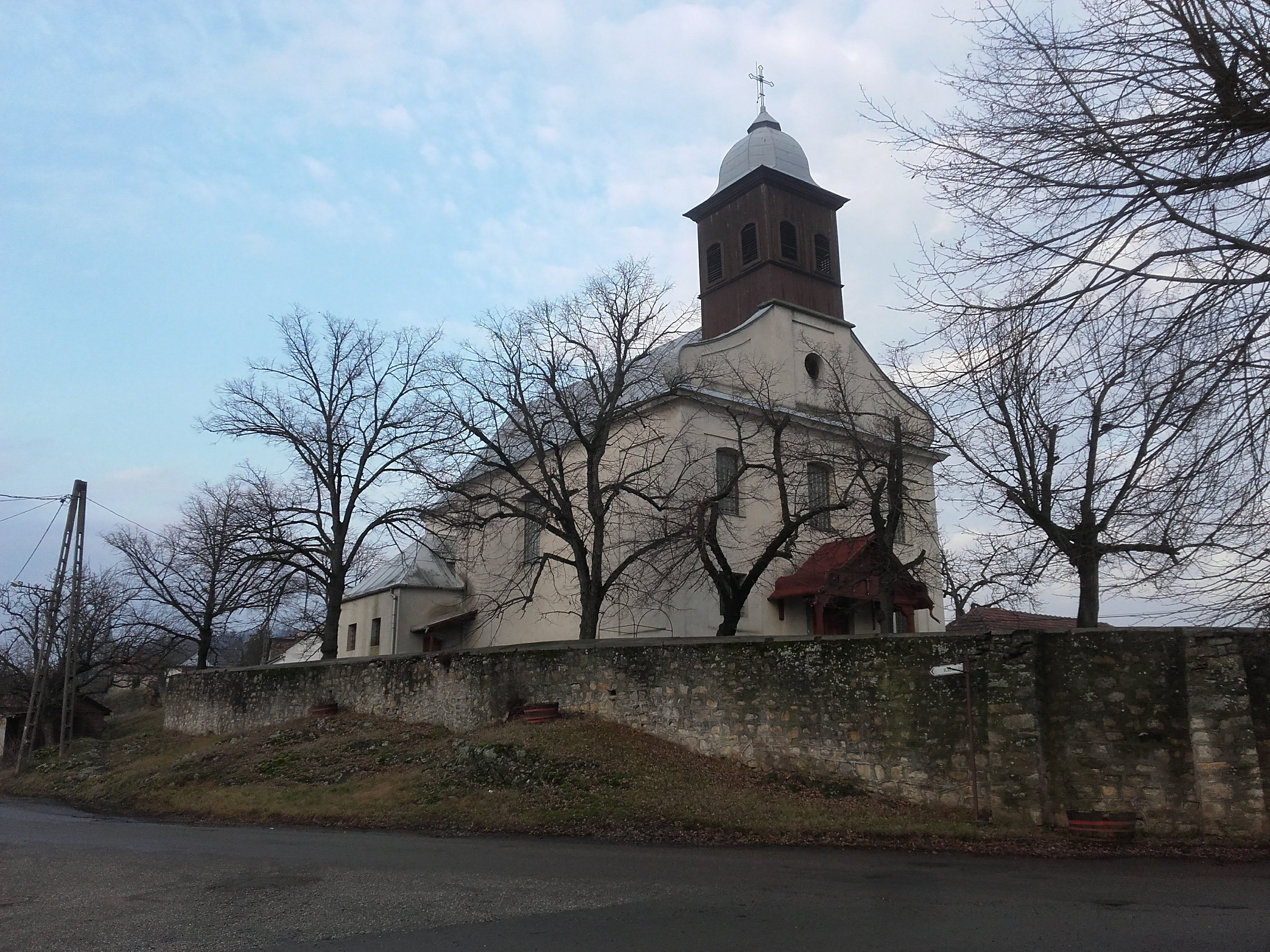
Römisch-katholische Kirche Szent Kereszt

- Traditionelle Wohnhäuser
- Weinkeller

## Verkehr
Durch Erdőhorváti verläuft die Landstraße Nr. 3716. Es bestehen Busverbindungen nach Háromhúta, Komlóska sowie über Tolcsva und Vámosújfalu zum nächstgelegenen Bahnhof Olaszliszka-Tolcsva, der sich sieben Kilometer südlich befindet.